# Tour Exécutive
La Tour Exécutive (en espagnol : Torre Ejecutiva) est le bureau du président de la république orientale de l'Uruguay et le siège du pouvoir exécutif du pays. Il est situé en face de la Place de l'Indépendance, dans le quartier Centro de Montevideo, et à côté du palais Estévez, ancien siège de la présidence.
Bien qu’il s’agisse du siège de la présidence de la République, il ne s’agit pas de la résidence officielle du président, un rôle rempli par la Résidence de Suárez et Reyes.

## Histoire
Le bâtiment a été initialement conçu dans les années 1960 pour servir de siège au pouvoir judiciaire. Cependant, à la suite du coup d'État de 1973 et de l'instauration de la dictature militaire, sa construction fut interrompue.
Avec la transition démocratique de 1985, il fut estimé que l'édifice serait trop exigu pour accueillir un palais de justice. Le projet ne fut donc pas repris et demeura inachevé pendant des décennies, laissant une structure en béton vide. En 1989, le projet fut réévalué et, en 1992, la structure fut achevée, une façade frontale fut installée et les vitres furent posées. Toutefois, le bâtiment resta inoccupé. À cette époque, le bureau du président se trouvait au bâtiment Liberté (es).
En mars 2006, le président Tabaré Vázquez prit la décision d’achever la construction de l’édifice et de l’utiliser comme une extension du Palais Estévez, alors siège de la présidence pour les événements protocolaires. Les travaux furent réalisés entre cette année-là et 2008, et les bureaux de la présidence y furent transférés en septembre 2009. Ainsi, la Tour Exécutive fut officiellement inaugurée,.